# Bitwa pod Cambrai (1918)
Bitwa pod Cambrai – bitwa stoczona podczas ofensywy stu dni w dniach 8–10 października 1918 roku pomiędzy siłami brytyjskimi, wspartymi oddziałami z Kanady i Nowej Zelandii, a wojskami niemieckimi. Jedna z ostatnich bitew na froncie zachodnim I wojny światowej.
W bitwie na dużą skalę wzięły udział czołgi. Wypróbowano także nowoczesne formy taktyczne, które doprowadziły do szybkiego zwycięstwa nad stroną niemiecką oraz zredukowania liczby ofiar.

## Bitwa
Trzy niemieckie linie w okolicach Cambrai w północnej Francji rozciągały się łącznie na długość około 6,5 kilometra. W skład sił niemieckich wchodziły między innymi 20 Dywizja Landwehry i 54 Dywizja Rezerwy. Niemcy posiadali także około 150 dział.
Po przeciwległej stronie ententa posiadała 25 dywizji (w tym 21 dywizji brytyjskich) wspartych 324 czołgami. 8 października Kanadyjczycy rozpoczęli atak, napotykając na lekki i sporadyczny opór ze strony niemieckiej. Zaskoczeni skalą działania oraz użyciem czołgów Niemcy wycofali się z Cambrai, które zostało zdobyte przez oddziały ententy 10 października.

## Po bitwie
Zaskakująco szybkie zdobycie miasta przez oddziały ententy spowodowało wzmocnienie obrony niemieckiej na północny wschód od miasta.